# Куштепе
Куштепе (на турски: Kuştepe) е село в околия Павлово, вилает Лозенград (Къркларели), Турция. Според оценки на Статистическия институт на Турция през 2018 г. населението на селото е 367 души.

## География
Селото се намира в историко–географската област Източна Тракия, на 59 км югозападно от Лозенград.